# Idioma paicî
El paicî es una lengua austronesia hablada mayoritariamente en el área tradicional de Paici-Camuki, los municipios de Poindimié , Ponérihouen , Koné y Poya, en la Provincia Norte de Nueva Caledonia. Tiene 7300 hablantes nativos y el estatus de lengua regional de Francia. Este estatuto implica que los alumnos podrán realizar una prueba opcional en bachillerato en Nueva Caledonia mismo o en la Francia metropolitana. Como las otras lenguas neocaledonias está regulado actualmente por la Academia de las Lenguas Canac, fundada oficialmente en 2007.

## Fonología
El paicî tiene un inventario bastante simple de consonantes, comparado con el de las otras lenguas de Nueva Caledonia, pero tiene un inusual gran número de vocales nasales. Las sílabas paicî son restringidas de C V.

### Consonantes
|             |               | Bilabial | Bilabial | Postalveolar | Palatal | Velar |
| plana       | labial        |          |          | Postalveolar | Palatal | Velar |
| ----------- | ------------- | -------- | -------- | ------------ | ------- | ----- |
| Nasal       | Nasal         | m        | mʷ       | n̠            | ɲ       | ŋ     |
| Oclusiva    | sonora        | p        | pʷ       | t̠            | c       | k     |
| Oclusiva    | Prenasalizada | ᵐb       | ᵐbʷ      | ⁿ̠d̠           | ᶮɟ      | ᵑɡ    |
| Vibrante    | Vibrante      |          |          | ɾ̠            |         |       |
| Aproximante | Aproximante   |          |          | l̠            | j       | w     |

### Vocales
El paicî tiene un sistema simétrico de 10 vocales orales, todas pueden ser largas como cortas y sin diferencia significativa en la calidad, y siete vocales nasales, algunas de los cuales también pueden ser largas y cortas. Las secuencias de dos vocales cortas pueden llevar dos tonos, pero como las vocales largas se limitan a la realización de un solo tono, estas parecen ser las vocales fonéticamente largas en lugar de secuencias.
|             | Frontal | Frontal | Central | Central | Posterior | Posterior |
| Oral        | Nasal   | Oral    | Nasal   | Oral    | Nasal     |           |
| ----------- | ------- | ------- | ------- | ------- | --------- | --------- |
| Cerrada     | /i/     | /ĩ/     | /ɨ/     | /ɨ̃/     | /u/       | /ũ/       |
| Semicerrada | /e/     | /ɛ̞̃/     | /ɘ/     | /ɜ̞̃/     | /o/       | /ɔ̞̃/       |
| Semiabierta | /ɛ/     | /ɛ̞̃/     | /ɜ/     | /ɜ̞̃/     | /ɔ/       | /ɔ̞̃/       |
| Abierta     |         |         | /a/     | /ɐ̃/     |           |           |

### Tonos
Como su vecina cèmuhî, el paicî es una de las pocas lenguas austronesias que ha desarrollado tono contrastivo, que comprende tres registros: alto, medio y bajo. Adicionalmente hay vocales sin tono inherente, el tono está determinado por su entorno. Las palabras suelen tener el mismo tono en todas las vocales, por lo que el tono puede pertenecer a la palabra en lugar de la sílaba.